# Interprète (informatique)
Pour les articles homonymes, voir Interprète et Interpréteur.
En informatique, un interprète, ou interpréteur (voir infra), est un outil dont la tâche est d'analyser, de traduire et d'exécuter les programmes écrits dans un langage informatique. On qualifie parfois, et abusivement[réf. nécessaire], les langages dont les programmes sont généralement exécutés par un interprète de langages interprétés.
Un interprète se distingue d’un compilateur par le fait qu’il effectue l’analyse et la traduction nécessaires à l'exécution d’un programme donné non pas une fois pour toutes, mais à chaque exécution de ce programme. L’exécution nécessite ainsi de disposer non seulement du programme, mais aussi de l’interprète correspondant.

## Principe
L'interprétation repose sur l'exécution dynamique du programme par un autre programme (l'interprète), plutôt que sur sa conversion en un autre langage (par exemple le langage machine) ; elle évite la séparation du temps de conversion et du temps d'exécution, qui sont simultanés.
On différencie un programme dit script, d'un programme dit compilé :
- un programme script est exécuté à partir du fichier source via un interprète de script ;
- un programme compilé est exécuté à partir d'un bloc en langage machine issu de la traduction du fichier source.

Le cycle d'un interprète est le suivant :
- lire et analyser une instruction (ou expression) ;
- si l'instruction est syntaxiquement correcte, l'exécuter (ou évaluer l'expression) ;
- passer à l'instruction suivante.

Ainsi, contrairement au compilateur, l'interprète exécute les instructions du programme (ou en évalue les expressions), au fur et à mesure de leur lecture pour interprétation. Du fait de cette phase sans traduction préalable, l'exécution d'un programme interprété est généralement plus lente que le même programme compilé. La plupart des interprètes n'exécutent plus la chaîne de caractères représentant le programme, mais une forme interne, telle qu'un arbre syntaxique.
En pratique, il existe une continuité entre interprètes et compilateurs. La plupart des interprètes utilisent des représentations internes intermédiaires (arbres syntaxiques abstraits, ou même code octet) et des traitements (analyses lexicale et syntaxique) ressemblant à ceux des compilateurs. Enfin, certaines implémentations de certains langages (par exemple SBCL pour Common Lisp) sont interactifs comme un interprète, mais traduisent dès que possible le texte d'un bout de programme en du code machine directement exécutable par le processeur. Le caractère interprétatif ou compilatoire est donc propre à l'implémentation d'un langage de programmation, et pas au langage lui-même.
L'intérêt des langages interprétés réside principalement dans la facilité de programmation et dans la portabilité. Les langages interprétés facilitent énormément la mise au point des programmes car ils évitent la phase de compilation, souvent longue, et limitent les possibilités de bogues. Il est en général possible d'exécuter des programmes incomplets, ce qui facilite le développement rapide d'applications ou de prototypes d'applications. Ainsi, le langage BASIC fut le premier langage interprété à permettre au grand public d'accéder à la programmation, tandis que le premier langage de programmation moderne interprété est Lisp.
La portabilité permet d'écrire un programme unique, pouvant être exécuté sur diverses plates-formes sans changements, pourvu qu'il existe un interprète spécifique à chacune de ces plates-formes matérielles.
Un certain nombre de langages informatiques sont aujourd'hui mis en œuvre au moyen d'une machine virtuelle applicative. Cette technique est à mi-chemin entre les interprètes tels que décrits ici et les compilateurs. Elle offre la portabilité des interprètes avec une bonne efficacité.  Par exemple, des portages de Java, Lisp, Scheme, Ocaml, Perl (Parrot), Python, Ruby, Lua, C#,  etc. sont faits via une machine virtuelle.
L'interprétation abstraite (inventée par Patrick et Radhia Cousot) est une technique et un modèle d'analyse statique de programmes qui parcourt, un peu à la manière d'un interprète, le programme analysé en y remplaçant les valeurs par des abstractions. Par exemple, les valeurs des variables entières sont abstraites par des intervalles d'entiers, ou des relations algébriques entre variables.

## Historique
Avec l'apparition du langage Pascal et de compilateurs commerciaux rapides comme Turbo Pascal, les langages interprétés connurent à partir du milieu des années 1980 un fort déclin[réf. nécessaire]. Trois éléments changèrent la donne dans les années 1990 :
- avec la nécessité d'automatiser rapidement certaines tâches complexes, des langages de programmation interprétés (en fait, semi-interprétés) de haut niveau comme, entre autres, Tcl, Ruby, Perl ou Python se révélèrent rentables ;
- la puissance des machines, qui doublait tous les dix-huit mois en moyenne (selon la loi de Moore), rendait les programmes interprétés des années 1990 d'une rapidité comparable à celle des programmes compilés des années 1980 ;
- il est bien plus rapide de faire évoluer un programme interprété. Or la vague Internet demandait une réponse très rapide aux nouveaux besoins du marché. amazon.com fut, dans sa première version, développé largement en Perl. Smalltalk permettait un prototypage très rapide d'applications.

## Utilisations des langages interprétés
Les langages interprétés trouvent de très nombreuses utilisations :
- dans le domaine éducatif, les langages interprétés permettent de se concentrer sur les algorithmes et les structures de données, et non sur les particularités de tel ou tel langage.
- les calculs scientifiques ne demandant pas de calcul intensif (itérations sur de très grandes matrices, par exemple) peuvent s'écrire avec profit dans un langage interprété. Ils permettent d'appeler des algorithmes de calcul performants précompilés. Les systèmes de calcul symbolique utilisent aussi cette possibilité ;
- les interprètes de ligne de commande (désignés par le nom shell dans la terminologie Unix). Ces interprètes sont capables de comprendre des commandes frappées sur un clavier ou en provenance d'une autre source. Ils disposent d'une syntaxe spécifique à chaque système d'exploitation, et permettent de gérer les ressources matérielles d'une machine (disques, mémoire centrale, entrées/sorties, etc.) ainsi que la communication entre les programmes. Rexx est le langage de commandes des ordinateurs centralisés d'IBM, tandis que les Bourne shell, C-shell, Korn shell sont les shells les plus courants sous Unix ; quant au MS-DOS, le plus rudimentaire des interprètes de ligne de commande, il est propre aux systèmes d'exploitation de Microsoft. Des langages de programmation comme Perl ou Rexx sont souvent installés pour disposer d'un environnement plus puissant et plus convivial que les shells d'origine. On conçoit que la compilation traditionnelle présenterait peu d'intérêt pour des commandes :
  - dont chacune est exécutée en moyenne une fois ;
  - ou dont la limitation de performance provient de questions d'accès aux fichiers, et non de calcul ;
- le langage SQL (Structured Query Language) est un langage interprété standardisé qui permet de mettre à jour ou extraire des informations contenues dans des bases de données ;
- les navigateurs web reçoivent des instructions symboliques et les exécutent directement. Les navigateurs courants savent tous interpréter du code HTTP (HyperText Transfer Protocol) pour les instructions de transfert d'une machine à l'autre, du code HTML (HyperText Markup Langage) pour les descriptions des pages web, et du JavaScript pour une programmation plus élaborée, offrant la possibilité de manipuler des variables plus ou moins complexes, des structures de contrôle et de manipuler les différents objets entrants dans la composition d'une page web. Ces pages peuvent être statiques (elles sont écrites une fois pour toutes) ou générées dynamiquement par le serveur qui produit le code HTML au moment de la requête. Il peut ainsi adapter la page en fonction du contexte d'exécution. Les langages les plus couramment utilisés pour la génération dynamique de page web sont Perl, PHP et ASP ;
- de nombreux programmes incluent un langage afin d'automatiser certaines actions ou de créer de nouvelles fonctionnalités. Un des langages les plus utilisés pour cela est Scheme, une variante de Lisp. Le langage de description XML est aussi fortement utilisé pour le formatage des données, que ce soit au niveau de l'interface homme-machine, au niveau du transfert de données ou de leur écriture sous forme de fichiers. Dans ce domaine, on trouve également Perl, Python ou Tcl ;
- le langage PostScript, langage permettant la description de graphiques vectoriels (propriété de la société Adobe), qui est souvent implémenté dans les imprimantes graphiques, les tables traçantes et les photocomposeuses ;
- il existe des extensions permettant la programmation rapide d'interfaces graphiques à l'aide de langages interprétés. Le plus répandu est Tcl/Tk, mais il existe également Python/Tk, Python/wxWidgets, Perl/wxWidgets Python/Qt ou encore Gambas ;
- dans le monde industriel, de plus en plus de machines sont pilotables par un langage interprété : les robots industriels, les machines-outils (APT, langage ISO (ou blocs)), les traceurs de plan, souvent pilotés en PostScript.

## Hybrides entre compilateur et interprète
Bien que la distinction entre compilateur et interprète soit réelle, leurs définitions se recoupent parfois et il existe des méthodes intermédiaires entre ces deux techniques.

### Les interprètes de bytecode
Certains cadriciels comme Java ou .NET pré-compilent le code en un bytecode intermédiaire. Ce bytecode est ensuite interprété ou bien exécuté par une machine virtuelle, pour dans tous les cas, exécuter le programme.

### Compilation à la volée
Dans un système implémentant une compilation à la volée, le code source est généralement compilé à l'avance ou à la volée (lors de l'exécution) dans une représentation intermédiaire, le bytecode. Le système analyse ensuite en permanence le code en cours d'exécution et identifie des parties du code où la recompilation en code natif l'emporterait sur l’exécution du bytecode.

## Terminologie
Ce type d'outil est désigné en anglais par le terme « interpreter ». Alors que les auteurs du premier livre d'enseignement en français sur la théorie des programmes ont proposé « interprète », cela est souvent traduit en français par le calque « interpréteur », ce terme — attesté vers 1970 — étant notamment recommandé par l'OQLF et présent dans plusieurs dictionnaires généralistes,, et spécialisés dans l'informatique,,,, ainsi que dans d'autres publications de terminologie.